# Dapsa subpunctata
Dapsa subpunctata es una especie de coleóptero de la familia Endomychidae.

## Distribución geográfica
Habita en Argelia.